# 霞家河水库
霞家河水库是中国湖北省随州市广水市境内的一座水库，位于广水支流上，建于1960年。水库正常库容为2125万立方米，集雨面积为37平方千米，海拔为120.5米。